# سیارک ۲۷۵۰
سیارک ۲۷۵۰ (به انگلیسی: 2750 Loviisa، نامگذاری:1940YK) دو هزار و هفتصد و پنجاهمین سیارک کشف شده‌است که در ۳۰ دسامبر ۱۹۴۰ کشف شد.
قدر مطلق سیارک برابر ۱۳٫۱۰ است.